# Furioso
Furioso je jedno z teplokrevných koňských plemen, která byla vyšlechtěna v době, kdy bylo Rakousko-Uhersko vedoucí silou v Evropě. Hřebčín v Mezőhegyesi, založený roku 1785 císařem Josefem II. se stal se mimo Furiosa také střediskem chovu plemene Nonia.
Furioze je také jeden z kmenů Anglického polokrevníka.

## Původ
Kmen Furioso byl vytvořen díky dovozu dvou anglických koní, kteří se jmenovali Furioso a North Star. Oba hřebci zapouštěli klisny Nonia z chovu, jehož zakladatel byl Nonius Senior, což byl anglický polokrevník z normanské klisny.
Původně byly dvě linie, North Star a Furioso, chovány odděleně. V roce 1885 byly zkříženy a nakonec se Furioso stal hlavním kmenem. Furioso se choval i u nás, má podstatný podíl na vzniku moravského teplokrevníka, českého teplokrevníka a částečně i slovenského teplokrevníka.
Výška jedinců tohoto plemene se pohybuje kolem 16 pěstí, což je 162,5 cm.